# 豐島 (東京都北區)
豐島（日语：／ Toshima */?）是東京都北區的町名。現行行政地名為豐島一丁目至豐島八丁目。

## 地理
位於東京都北區俗稱「天狗之鼻」的部分。鄰接王子、神谷、堀船、足立區新田及宮城。荒川、隅田川流經町內。

### 地價
根據2014年（平成26年）1月1日的公告地價，豐島3-3-14的住宅地價為35萬2000日圓/m2。

## 歷史
武藏國豐島郡的中心，是平安時代起統治此地的豐島氏發源地。現在豐島七丁目的清光寺內有豐島清元之墓。
1889年（明治22年）町村制施行時，此地屬北豐島郡王子村大字豐島。大字時代的小字有砂田（すなだ）、勢至前（せしまえ）、西（にし）、馬場（ばんば）、中豐島（なかとしま）、須賀（すか）、宮之前（みやのまえ）、原（はら）、下道（しもみち）、領家（りょうけ）、築地（つきじ，或寫作築紫）、飛地（とびち）。1908年（明治41年）8月8日，王子村施行町制，為王子町。大字豐島字築地是被稱作「王子三業地」的三業地，「築地通」附近也因為電影院（築地館）而繁榮，之後演變為現在的築地商店街。
王子町在1932年（昭和7年）10月1日編入東京市，為王子區，大字豐島改制豐島町。1939年（昭和14年），豐島町全域與堀船一丁目一部分合併成立豐島一〜八丁目。
1947年（昭和22年）3月15日，王子區與瀧野川區合併成立北區。1966年（昭和41年）實施住居表示，豐島一〜八丁目全域與王子二、三丁目一部分合併為現在的豐島一〜八丁目。

## 交通

### 鐵道
町內沒有鐵路通過，步行可至王子站（京濱東北線，東京地下鐵南北線，都電荒川線）、王子神谷站（東京地下鐵南北線）。
過去此地有國鐵須賀線（貨）須賀站，1971年（昭和46年）廢線。

### 巴士

#### 巴士站
- 豐島2丁目（都巴士 王40甲，王40丙，王46，王57，深夜02）
- 豐島3丁目（都巴士 王40甲，王40丙，王46，王57，深夜02）
- 豐島4丁目（都巴士 王40甲，王40丙，王46，王57，深夜02）
- 豐島5丁目團地（都巴士 王40甲，王40丙，王46，王57，深夜02）
- 豐島6丁目（都巴士 王40甲，王40丙，王46，王57，深夜02）
- 蜻蜓鉛筆（都巴士 王55，深夜11）
- 新豐橋（都巴士 王55，深夜11）
- 豐島7丁目（都巴士 王41，王45）（僅新田方向停車）
- 豐島7丁目南（都巴士 王55，深夜11）（紀州神社前）
- 豐島8丁目（都巴士 王41，王45，王55）

### 系統
- 王40（ - 王子站 - 豐島2丁目 - 豐島3丁目 - 豐島4丁目 - 豐島6丁目 - 豐島5丁目團地 - 宮城2丁目 - ）
- 王46（ - 豐島2丁目 - 豐島3丁目 - 豐島4丁目 - 豐島6丁目 - 豐島5丁目團地 - 宮城2丁目 - 江北橋下 - ）
- 王57（ - 王子站 - 豐島2丁目 - 豐島3丁目 - 豐島4丁目 - 豐島6丁目 - 豐島5丁目團地）
- 深夜02（ - 豐島2丁目 - 豐島3丁目 - 豐島4丁目 - 豐島6丁目 - 豐島5丁目團地） ※ 僅平日運行
- 王55（ - 王子4丁目 → 王子5丁目 - 豐島8丁目 - 豐島7丁目南 - 蜻蜓鉛筆 - 新豐橋 - Heart Island（ハートアイランド）東 - ）
- 深夜11（ - 王子4丁目 → 王子5丁目 - 豐島8丁目 - 豐島7丁目南 - 蜻蜓鉛筆 - 新豐橋 - Heart Island（ハートアイランド）東 - ） ※ 僅平日運行
- 王41，王45（去程）（ - 王子5丁目 → 豐島8丁目 → 豐島7丁目 → 新田橋 - ）
- 王41，王45（回程）（ - 新田橋 → 豐島8丁目 → 王子5丁目 - ）

#### 道路、橋梁
- 東京都道307號王子金町江戶川線（日语：東京都道307号王子金町江戸川線）（日產巴士通）
- 區道：東京都都市計畫道路補助93號（紀州通）
- 首都高速道路：最近的出入口是首都高速中央環狀線王子北出入口。
- 豐島橋（日语：豊島橋）
- 新豐橋
- 新田橋（日语：新田橋）

## 設施

### 公務機關
- 王子區民事務所分室 豐島區民中心
- 豐島圖書館

### 郵局
- 北豐島二郵便局
- 北豐島三郵便局
- 北豐島團地內郵便局

### 金融機關
- 東京都民銀行（日语：東京都民銀行）王子支店 王子北出張所
- 東京城市信用金庫（日语：東京シティ信用金庫）東王子支店
- 城北信用金庫（日语：城北信用金庫）王子營業部
- 城北信用金庫王子營業部 豐島中央通出張所
- 城北信用金庫王子營業部 本部會館出張所

### 醫療機關
- 王子生協醫院
- 吉田醫院
- 桑畑醫院
- 竹内醫院
- 豐島町診所

### 企業
- 蜻蜓鉛筆
- 日本出版販售王子流通中心
- Natori（日语：なとり）
- RYOBI（日语：リョービ）
- 東京彌榮觀光巴士（日语：ヤサカグループ）
- KAKUYASU（日语：カクヤス）

### 教育機關
- 東京成德大學（日语：東京成徳大学）
  - 東京成德大學中學校、高等學校（日语：東京成徳大学中学校・高等学校）（中高一貫部）
  - 東京成德短期大學附屬幼稚園
- 北區立明櫻中學校
- 北區立柳田小學校
- 北區立豐川小學校
- 北區立豐島（としま）若葉小學校

### 寺社
- 豐榮寺 - 山號成田山。
- 西福寺
- 紀州神社

## 史蹟
- 豐島清光之墓
- 豐島馬場遺跡

## 備註
1. ↑  人口統計表（平成26年08月1日現在） 的存檔，存档日期2014-08-19.
2. 1 2 3 4 5 6  王子地區地名變更遷移 （页面存档备份，存于），東京都北區，2014年4月25日閲覧。